# Guillermo Andrés Méndez
Guillermo Andrés Méndez Aguilera (Paysandú, Uruguay; 26 de agosto de 1994) es un futbolista uruguayo. Juega como enganche o mediapunta y su primer equipo fue Nacional. Actualmente milita en el Club Atlético Ideal de Santa Rosa. 

## Trayectoria
Guillermo Méndez se inició en las inferiores del club uruguayo Nacional. Con apenas 18 años y al no tener contrato profesional firmado, a mediados de 2012 decide marcharse sin haber debutado y arregla su incorporación al Standard Lieja de la Primera División de Bélgica. Luego de seis meses donde no sumó minutos en cancha (ni siquiera tuvo chances de integrar el banco de suplentes en algún partido), a principios de 2013 el club decide cederlo al Sint-Truidense de la Segunda División, donde finalmente hizo su debut como futbolista profesional.
A comienzos de 2014 llega en calidad de préstamo al Alcorcón, donde tuvo un discreto paso de sólo seis meses. Retornó a Bélgica para sumarse al Standard Lieja, club dueño de su pase, y permanece allí hasta mediados de 2015, cuando queda en libertad de acción y decide regresar a su país natal para convertirse en refuerzo de Bella Vista.
En agosto de 2016 se incorpora a Unión de Santa Fe, en principio al equipo de Reserva como una apuesta a futuro. Sus buenas actuaciones le permitieron ser promovido al plantel profesional.

## Selección nacional
Ha sido internacional con las distintas Selecciones Juveniles de Uruguay en varias ocasiones. Jugó un sudamericano Sub-15 y el Sudamericano Sub-17 de Ecuador 2011.

### Participaciones en Sudamericanos
| Sudamericano                | Sede    | Resultado    |
| --------------------------- | ------- | ------------ |
| Sudamericano Sub-15 de 2009 | Bolivia | Cuarto lugar |
| Sudamericano Sub-17 de 2011 | Ecuador | Subcampeón   |

### Participaciones en Copas del Mundo
| Copa Mundial                | Sede   | Resultado  |
| --------------------------- | ------ | ---------- |
| Copa Mundial Sub-17 de 2011 | México | Subcampeón |

## Estadísticas
- Actualizado al 19 de enero de 2024

### Clubes
| Club                     | Div.                | Temporada           | Liga | Liga | Copa Nacional | Copa Nacional | Copa Internacional | Copa Internacional | Total | Total |
| Club                     | Div.                | Temporada           | PJ   | G    | PJ            | G             | PJ                 | G                  | PJ    | G     |
| ------------------------ | ------------------- | ------------------- | ---- | ---- | ------------- | ------------- | ------------------ | ------------------ | ----- | ----- |
| Sint-Truidense · Bélgica |                     |                     |      |      |               |               |                    |                    |       |       |
| 2.ª                      | 2012/13             | 8                   | 1    | -    | -             | -             | -                  | 8                  | 1     |       |
| 2.ª                      | 2013/14             | 11                  | 2    | -    | -             | -             | -                  | 11                 | 2     |       |
| Total                    | Total               | 19                  | 3    | -    | -             | -             | -                  | 19                 | 3     |       |
| Alcorcón · España        |                     |                     |      |      |               |               |                    |                    |       |       |
| 2.ª                      | 2013/14             | 1                   | 0    | -    | -             | -             | -                  | 1                  | 0     |       |
| Total                    | Total               | 1                   | 0    | -    | -             | -             | -                  | 1                  | 0     |       |
| Standard Lieja · Bélgica |                     |                     |      |      |               |               |                    |                    |       |       |
| 1.ª                      | 2014/15             | 0                   | 0    | -    | -             | -             | -                  | 0                  | 0     |       |
| Total                    | Total               | 0                   | 0    | -    | -             | -             | -                  | 0                  | 0     |       |
| Unión Argentina          |                     |                     |      |      |               |               |                    |                    |       |       |
| 1.ª                      | 2016/17             | 4                   | 0    | 1    | 0             | -             | -                  | 5                  | 0     |       |
| 1.ª                      | 2017/18             | 7                   | 0    | 2    | 0             | -             | -                  | 9                  | 0     |       |
| Total                    | Total               | 11                  | 0    | 3    | 0             | -             | -                  | 14                 | 0     |       |
| Unión (S) Argentina      |                     |                     |      |      |               |               |                    |                    |       |       |
| 3.ª                      | 2018/19             | 11                  | 0    | 0    | 0             | -             | -                  | 11                 | 0     |       |
| Total                    | Total               | 11                  | 0    | 0    | 0             | -             | -                  | 11                 | 0     |       |
| Huracán FC · Uruguay     |                     |                     |      |      |               |               |                    |                    |       |       |
| 3.ª                      | 2020                | 9                   | 3    | -    | -             | -             | -                  | 9                  | 3     |       |
| Total                    | Total               | 9                   | 3    | -    | -             | -             | -                  | 9                  | 3     |       |
| La Luz FC · Uruguay      |                     |                     |      |      |               |               |                    |                    |       |       |
| 3.ª                      | 2021                | 13                  | 7    | -    | -             | -             | -                  | 13                 | 7     |       |
| Total                    | Total               | 13                  | 7    | -    | -             | -             | -                  | 13                 | 7     |       |
| Oriental · Uruguay       |                     |                     |      |      |               |               |                    |                    |       |       |
| 3.ª                      | 2022                | 15                  | 4    | 1    | 0             | -             | -                  | 16                 | 4     |       |
| Total                    | Total               | 15                  | 4    | 1    | 0             | -             | -                  | 16                 | 4     |       |
| Colón FC · Uruguay       |                     |                     |      |      |               |               |                    |                    |       |       |
| 3.ª                      | 2023                | 2                   | 1    | -    | -             | -             | -                  | 2                  | 1     |       |
| Total                    | Total               | 2                   | 1    | -    | -             | -             | -                  | 2                  | 1     |       |
| Rentistas · Uruguay      |                     |                     |      |      |               |               |                    |                    |       |       |
| 2.ª                      | 2023                | 8                   | 1    | 1    | 0             | -             | -                  | 9                  | 1     |       |
| Total                    | Total               | 8                   | 1    | 1    | 0             | -             | -                  | 9                  | 1     |       |
| Total en su carrera      | Total en su carrera | Total en su carrera | 89   | 19   | 5             | 0             | -                  | -                  | 94    | 19    |

### Selección
| Selección                                                         | Año                 | Amistosos | Amistosos | Sudamérica(1) | Sudamérica(1) | Mundial(2) | Mundial(2) | Total | Total |
| Selección                                                         | Año                 | PJ        | G         | PJ            | G             | PJ         | G          | PJ    | G     |
| ----------------------------------------------------------------- | ------------------- | --------- | --------- | ------------- | ------------- | ---------- | ---------- | ----- | ----- |
| Sub-17 · Uruguay                                                  |                     |           |           |               |               |            |            |       |       |
| 2011                                                              | -                   | -         | 9         | 0             | 7             | 2          | 16         | 2     |       |
| Total                                                             | -                   | -         | 9         | 0             | 7             | 2          | 16         | 2     |       |
| Total en su carrera                                               | Total en su carrera | -         | -         | 9             | 0             | 7          | 2          | 16    | 2     |
| (1) Incluye Sudamericano Sub-17. (2) Incluye Copa Mundial Sub-17. |                     |           |           |               |               |            |            |       |       |

## Palmarés

### Campeonatos regionales
| Título        | Club               | País      | Año  |
| ------------- | ------------------ | --------- | ---- |
| Copa Santa Fe | Unión de Sunchales | Argentina | 2018 |

### Campeonatos nacionales
| Título                   | Club      | País    | Año  |
| ------------------------ | --------- | ------- | ---- |
| Primera División         | Nacional  | Uruguay | 2011 |
| Primera División         | Nacional  | Uruguay | 2012 |
| Primera División Amateur | La Luz FC | Uruguay | 2021 |

### Otros logros
| Título                     | Club     | País    | Año  |
| -------------------------- | -------- | ------- | ---- |
| Ascenso a Segunda División | Oriental | Uruguay | 2022 |